# Bestiale
Bestiale è un singolo del gruppo musicale italiano Eiffel 65 e della cantautrice italiana Loredana Bertè, pubblicato il 24 maggio 2024.

## Video musicale
Il video, diretto da Fausto Collarino, è stato pubblicato il 3 giugno 2024 attraverso il canale YouTube degli Eiffel 65.

## Tracce
Testi di Jacopo Èttorre, Piero Romitelli, musiche di Jacopo Èttorre, Loredana Bertè, Maurizio Lobina, Piero Romitelli.
1. Bestiale – 2:36